# Medicine kandidat
Medicine kandidat är en examensbenämning för kandidatexamen vid universitet och högskola i Sverige, där medicinsk vetenskap är huvudämne och/eller där huvuddelen av studierna genomförts vid en medicinsk fakultet. Dock är det enbart läkarstudenter som kallas för medicine studerande då det är enbart de som har medicin som huvudämne. Avseende övriga program uthämtar exempelvis biomedicin- och sjuksköterskestudenter i vissa universitet en medicine kandidatexamen i biomedicin respektive omvårdnadsvetenskap efter avklarade studier. Motsvarigheten till medicine kandidat i den engelskspråkiga delen av världen är Bachelor of Medical Sciences.
Läkarstudenter blev fram till 1977 medicine kandidater efter fyra terminers studier, då den prekliniska delen av läkarutbildningen avklarats. Idag är det vanligt att kalla studenter vid läkarprogrammet för medicine kandidat från omkring termin 5 - 6, även om de i regel inte ges någon medicine kandidatexamen. Detta då en kandidat blir utdaterad i och med deras eventuella läkarexamen (Degree of Master of Science in Medicine). Dock, i enlighet med Bolognaprocessen, ingår på vissa lärosäten numera ett kandidatexamensarbete om 15 högskolepoäng (motsvarande en halv termin), vilket innebär att dessa läkarstudenter efter sex fullgjorda terminer inklusive godkänd kandidatuppsats uppfyller kraven för en medicine kandidatexamen.